# Skerešovo
Skerešovo és un poble i municipi d'Eslovàquia que es troba a la regió de Banská Bystrica.

## Història
La primera menció escrita de la vila es remunta al 1243.

## Demografia
| Godina             | 1994 | 2004    | 2014   | 2024    |
| ------------------ | ---- | ------- | ------ | ------- |
| Nombre de persones | 260  | 229     | 245    | 210     |
| Diferència         |      | −11,92% | +6,98% | −14,28% |

| Godina             | 2023 | 2024   |
| ------------------ | ---- | ------ |
| Nombre de persones | 215  | 210    |
| Diferència         |      | −2,32% |